# Els Vinyals (Sant Pere de Ribes)
Els Vinyals és una masia de Sant Pere de Ribes (Garraf) protegida com a Bé Cultural d'Interès Local.

## Descripció
Masia situada al puig del Montgròs, que ha quedat integrada en l'entramat urbà de la Urbanització El Mirador de Sitges. És un edifici format per diversos cossos disposats en forma de "L". Consta de planta baixa i pis i té la coberta a una sola vessant que fa el desaiguat a la façana posterior. Els dos cossos principals tenen un portal d'arc escarser arrebossat, entorn els quals s'hi distribueixen diverses obertures d'arc pla arrebossat, algunes de factura moderna. La façana posterior presenta el mateix tipus d'obertures. A la façana de llevant hi ha adossat un cos en perpendicular, de la mateixa alçada, i coberta a un vessant. A la façana de ponent hi ha adossat un cos annex d'un sol nivell d'alçat, el qual s'ha ampliat en alçada, com el volum principal. L'acabat exterior és arrebossat i pintat a la façana principal i de pedra vista a la resta. Al voltant de la casa s'hi han construït diversos cossos moderns.

## Història
La primera referència documental del mas dels Vinyals la trobem en el fogatge de l'any 1553.Segons consta en el llibre d'Apeo de l'any 1847, la masia pertanyia a Josep Vidal.